# Amateurfilm

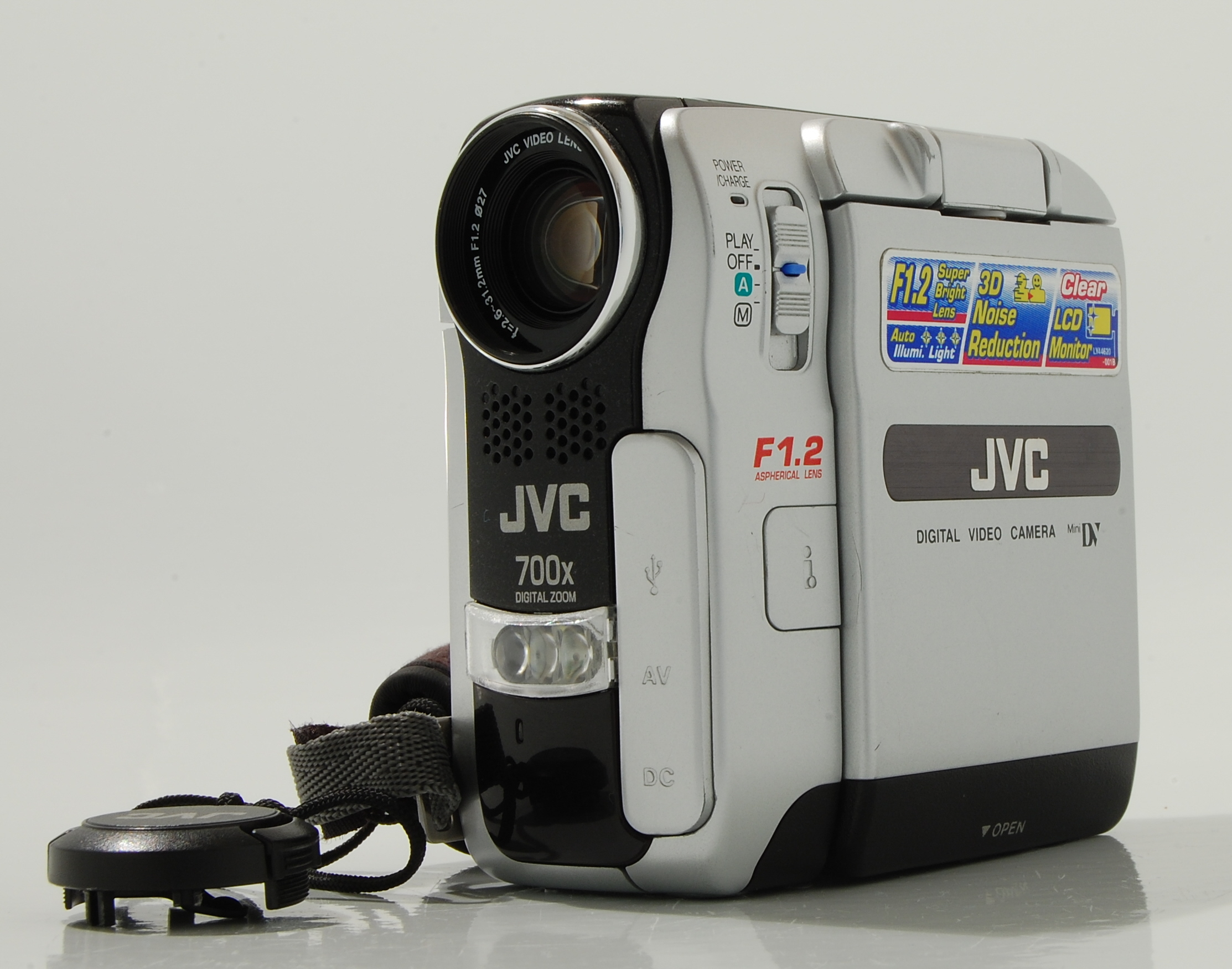
JVC-Camcorder

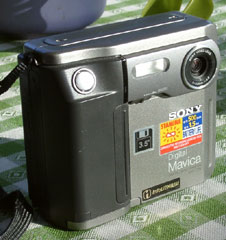
Sony-Digitalkamera

Als Amateurfilm bezeichnet man Filme, die von Privatpersonen gedreht wurden und in der Regel nicht zur kommerziellen Weiterverbreitung vorgesehen sind.

## Definition
Amateurfilme bewegen sich in einem weiten Spektrum. So werden Homevideos und Hochzeitsfilme genauso als Amateurfilm bezeichnet, wie die private Umsetzung selbst geschriebener Drehbücher im Spielfilm-Format des Low-Budget-Bereichs. Daher können die Urheber sogar durchaus technisch versiert sein, denn als Amateurfilm gilt im allgemeinen Verständnis jeder Film, der nicht von einer professionellen Produktionsfirma getragen wird und daher auch ein geringeres Kapital aufweist. Zu beachten ist, dass in der Öffentlichkeit der Amateurfilm fast ausschließlich als amateurhaft produzierter Film, der keine Professionalität aufweist verstanden wird. Das ist so nicht richtig, da zwar solche Filme durchaus unter diese Kategorie fallen können, es aber auch viele Beispiele für Filme gibt, die diesem Raster nicht entsprechen. Das sind unter anderem Filme, die von Studenten der Filmhochschulen angefertigt werden und einem hohen technischen Niveau entsprechen können, aber trotzdem als Amateurfilm gelten.

## Dimensionen und Anwendungsgebiete
In den letzten Jahren fand die Gemeinde der Amateurfilmer mit Hilfe des Internets immer enger zusammen und so gibt es im Netz mittlerweile unzählige Seiten von Amateurfilm-Gruppen und Filmbegeisterten. Auch etliche Foren und Communitys rund um das Thema sind mehr als beliebt, um Tipps und Tricks auszutauschen, aber auch, um die eigenen Werke einer breiten Öffentlichkeit zu präsentieren. Dabei spielt die Internet-Video-Plattform YouTube eine große Rolle, über der täglich tausende Amateurvideos hochgeladen und angeschaut werden. Die Qualität der Filme hat in den letzten Jahren enorm zugenommen, was auf die rasante Entwicklung von privaten Schnitt- und Bearbeitungswerkzeugen zurückzuführen ist.
Amateurfilme werden noch heute teilweise auf 8- oder 16-mm-Filmen aufgenommen, durch die zunehmende Digitalisierung des Videomarktes ist dies aber durch den Kostenaufwand selten geworden. Der Großteil der Produktionen wird daher auf DV- bzw. Mini-DV-Kameras aufgezeichnet, hauptsächlich wegen der einfachen Bearbeitbarkeit des Materials. Bei digitalen Videos kann je nach gewünschter Qualität, Klasse der Kamera und Speicherart gewählt werden, siehe Video-Containerformat.
Mit der wachsenden Verbreitung von Kamera-Handys steigt auch die Verbreitung von mit diesen aufgenommenen Videos, deren Wert meist in der Exklusivität der Aufnahme liegt, welche dann die relativ schlechte technische Qualität der Aufnahme wettmacht. Diese Entwicklung hat für Nachrichtenagenturen den Vorteil gebracht, näher am weltpolitischen Geschehen zu sein, da sie die selbst gedrehten Clips zum Beispiel im Fernsehen und Internet schnell weiterverbreiten können. So sind beispielsweise von Privatpersonen per Handy gefilmte Aufnahmen von Protesten in Syrien der einzige mediale Zugang zu der Region, die ausländische Presse weitläufig aus dem Land fernhält. Ein Beispiel ist die von dem amerikanischen Nachrichtensender CNN einberufene Plattform iReport, bei der jeder Nutzer über eine App sofort Videos zu den aktuellen Nachrichten hochladen und so der Weltbevölkerung zugänglich machen kann. In der Kritik stehen Handy-Videos von Gewalttaten, die vor allem bei Jugendlichen in sozialen Brennpunkten hoch im Kurs stehen.

## Dachverbände
Die Union Internationale du Cinéma (UNICA) ist der weltweit tätige Dachverband und Membre du C.I.C.T. auprés de l’UNESCO, der jährlich die Weltbegegnung der Filmautoren veranstaltet.
Nationale Dachverbände sind zum Beispiel:
- Österreich: VÖFA – Verband Österreichischer Film-Autoren
- Deutschland: BDFA – Bundesverband deutscher Film-Autoren
- Großbritannien: IAC – The Film & Video Institute
- USA: AMPS – American Motion Picture Society
- (international) EAK – Europäischer Autorenkreis für Film und Video e. V. – www.eurofilmer.eu
- Schweiz: Swiss movie – Bund Schweizer Film- und Videoautorenclubs